# Kang (Longnan)
Der Kreis Kang (chinesisch 康县, Pinyin Kāng Xiàn) ist ein Kreis der bezirksfreien Stadt Longnan im Südosten der nordwestchinesischen Provinz Gansu. Er hat eine Fläche von 2.960 km² und zählt 182.100 Einwohner (Stand: Ende 2018). Sein Hauptort ist die Großgemeinde Chengguan (城关镇).

## Administrative Gliederung
Auf Gemeindeebene setzt sich der Kreis aus 8 Großgemeinden und 13 Gemeinden zusammen. Diese sind: 
- Großgemeinde Chengguan 城关镇
- Großgemeinde Pingluo 平洛镇
- Großgemeinde Dabao 大堡镇
- Großgemeinde Anmenkou 岸门口镇
- Großgemeinde Lianghe 两河镇
- Großgemeinde Zhangba 长坝镇
- Großgemeinde Yuntai 云台镇
- Großgemeinde Yangba 阳坝镇

- Gemeinde Wangguan 望关乡
- Gemeinde Sitai 寺台乡
- Gemeinde Dananyu 大南峪乡
- Gemeinde Miba 迷坝乡
- Gemeinde Wangba 王坝乡
- Gemeinde Nianba 碾坝乡
- Gemeinde Douba 豆坝乡
- Gemeinde Dianzi 店子乡
- Gemeinde Douping 豆坪乡
- Gemeinde Baiyang 白杨乡
- Gemeinde Taishi 太石乡
- Gemeinde Tongqian 铜钱乡
- Gemeinde Sanheba 三河坝乡